# アフラ (ラッパー)
アフラ（Afu-Ra、本名: アーロン・フィリップス、1973年1月31日 - ）は、アメリカ合衆国ニューヨーク出身のラッパー。Gang Starr Foundationのメンバーとして知られており、他にもGang Starr、Jeru the Damaja、Big Shug、Group Homeとしても活動した。

## ディスコグラフィ
スタジオ・アルバム
- Body of the Life Force (2000年)
- Life Force Radio (2002年)
- Perverted Monks (2004年)
- State of the Arts (2005年)
- Body Of The Life Force 2 (2012年)